# Leest (Werder (Havel))
Leest ist ein Wohnplatz im Ortsteil Töplitz der Stadt Werder (Havel) (Landkreis Potsdam-Mittelmark, Brandenburg). Bis zum Zusammenschluss mit Alt Töplitz und Neu Töplitz zur neuen Gemeinde Töplitz am 14. März 1974 war Leest eine selbständige Gemeinde.

## Geographische Lage
Leest liegt im östlichen Teil der Insel Töplitz, rund 2,3 km östlich von Alt Töplitz an der Wublitz, einem Nebenfluss der Havel.
Direkt westlich am Ort vorbei führt die A10 (Westlicher Berliner Ring). Vor dem westlichen Ortsausgang liegt die Autobahnabfahrt Leest.

## Geschichte
Der Ort wurde 1339 erstmals urkundlich genannt. Das Kloster Lehnin erwarb Leest in diesem Jahr von der Familie v. Sticken. Nach der Siedlungsform handelt es sich um ein Zeilendorf. Für die Deutung des Namens bietet Reinhard E. Fischer im Brandenburgischen Namenbuch zwei Möglichkeiten an: 1. von einer polabische Grundform *Lěščje zu urslaw. Lěska = Haselstrauch. 2. eine Namensübertragung von einer der zahlreichen Orte mit Namen Leest im flämisch-niederländischen Sprachraum, z. B. Leest, Ortsteil von Mechelen (Belgien) oder Leest, Weiler der niederländischen Gemeinde Veghel, oder Leest bei Saint-Omer (Département Pas-de-Calais, Frankreich). Dieser Teil Frankreichs lag im 12. Jahrhundert noch innerhalb des flämischen Sprachraums. Da in Leest (bei Werder) eine slawische Siedlungskontinuität vom 11. bis ins 13. Jahrhundert nachzuweisen ist, favorisiert Fischer die erste Möglichkeit, schließt aber die zweite Möglichkeit nicht völlig aus.

„Lest sunt 10 mansi. Ad pactum 18 modios siliginis non plus. Cossati 5, quilibet solvit 1 solidum et 1 pullum ad censum. Monachi in Lenyn habent totum ab antiquo poss(essum). Schultze, Landbuch, S. 164“

„Monachorum in Lenyn ... item in obstaculo prope Leyst 15 solidos, de quibus rustici dant exactionem; ...“

Nach dem Landbuch Karls IV. von 1375 hatte das Dorf zehn Hufen. Außerdem wohnten noch fünf Kossäten in Leest. Insgesamt mussten 18 Scheffel Roggen als Pacht bezahlt werden. Jeder Kossäte musste ein Schilling und ein Huhn als Zins bezahlen. Das Kloster Lehnin hatte außerdem noch Einnahmen von einem Wehr in der Nähe von Leest. Sie betrugen 15 Schillinge. 1451 waren zwei Hufen nicht bebaut. 1538 werden neun Hufen und drei Kossäten erwähnt, 1602 vier Bauern und drei Kossäten. 1605 bebaute der Schulze einen Vierhufenhof, die drei anderen Bauern jeweils Zweihufenhöfe. 1624 wird noch zu den vier Bauern und drei Kossäten ein Hirte genannt. 1652 war von Leest noch zwei Bauernhöfe und zwei Kossätenhöfe übrig geblieben. 1687 wird ein Leineweber genannt. 1691 wurden zwei Schweizer-Einwandererfamilien in Leest angesiedelt, die die wüst liegenden Bauernhöfen wieder in Bewirtschaftung bringen sollten. 1729 waren die vier Bauernhöfe und drei Kossätenhöfe wieder besetzt. 1772 wohnten dann sechs Kossäten im Dorf. 1801 wohnten in Leest der Lehnschulze, drei Ganzbauern, drei Büdner, ein Einlieger und ein Krüger. Außerdem werden zwei etwa ¼ Stunde entfernt liegende Hopfengärtnerwohnungen aufgeführt, die nur am Eichholz liegen können. 1825 wurde dort ein Amtsvorwerk angelegt. Aus dem Amtsvorwerk und den Hopfengärtnerwohnungen entstand der heutige Wohnplatz Eichholz. 1837 standen im Dorf 17 Wohnhäuser. 1856 war eine Getreidemühle aufgebaut worden. 1900 wurden 24 Häuser gezählt, 1931 43 Wohnhäuser und 55 Haushaltungen. 1952 wurde eine LPG Typ III gegründet, die 1953 bei elf Mitgliedern 106 ha Nutzfläche bewirtschaftete. 1959 wurde sie mit der LPG Typ III in Neu-Töplitz zusammengeschlossen. 1973 hat der Volkseigene Betrieb (VEB) Bau- und Montagekombinat Ost Betrieb Potsdam die Produktionsdirektion in Leest.

### Politische Geschichte
Im Landbuch von 1375 ist es unter den Dörfern des Havellandes aufgeführt. Es gehörte bis 1339 der Familie v. Sticken, die es in diesem Jahr an das Kloster Lehnin verkauften. Mit der Säkularisation des Klosters kam Leest zum Amt Lehnin. Diese wurde 1809 mit dem Amt Potsdam vereinigt; das Amt Potsdam wurde mit der Kreisreform von 1872 aufgelöst. Es war nun eine Gemeinde im Kreis Zauch-Belzig. Von 1950 bis zur Kreisreform von 1952 gehörte es zum Kreis Osthavelland, nach der Kreisreform zum Kreis Potsdam-Land im Bezirk Potsdam der DDR. Am 14. März 1974 schlossen sich Alt-Töplitz, Neu-Töplitz und Leest zur Gemeinde Töplitz zusammen, Leest wurde ein Ortsteil von Töplitz. Mit der Wende kam der Kreis Potsdam-Land zum Land Brandenburg. 1992 schloss sich Töplitz mit sieben anderen Gemeinden zum Amt Werder zusammen. In einer Bekanntmachung vom 30. April 2002  genehmigte das Innenministerium des Landes Brandenburg die Eingliederung von Töplitz in die Stadt Werder (Havel). Diese Eingliederung wurde aber erst zum 26. Oktober 2003 rechtswirksam. Seither ist Töplitz ein Ortsteil der Stadt Werder (Havel), Leest ist „nur noch“ ein Wohnplatz auf der Gemarkung Töplitz.

### Kirchliche Organisation
Leest war ursprünglich eingekircht in Alt-Töplitz. 1541 bezog der Pfarrer von Alt-Töplitz von jeder Hufe einen Scheffel Roggen (Scheffelkorn), d. h. zehn Scheffel.
Im Oktober 1989 eröffnete die Kirche Jesu Christi der Heiligen der Letzten Tage ein Gemeindehaus in Leest.

### Bevölkerungsentwicklung
| Jahr      | 1772 | 1801 | 1817 | 1837 | 1858 | 1871 | 1885 | 1895 | 1905 | 1925 | 1939 | 1946 | 1964 | 1971 |
| Einwohner | 75   | 67   | 102  | 95   | 106  | 103  | 132  | 130  | 166  | 237  | 221  | 368  | 286  | 267  |

- Quelle:[7]

## Sehenswürdigkeiten
Die Denkmalliste des Landes Brandenburg Lkr. Teltow-Fläming verzeichnet für Leest zwei Baudenkmale und acht Bodendenkmale.
- Wohnhaus, Potsdamer Straße 3
- Wohnhaus, Potsdamer Straße 28

### Bodendenkmale
- Nr. 31050 Grube Flur 6/Leest Flur 2. eine Siedlung des Neolithikum, ein Rast- und Werkplatz des Mesolithikum, ein Münzfund des slawischen Mittelalter, ein Münzfund des deutschen Mittelalter, Dorfkern des Mittelalter, Dorfkern der Neuzeit, eine Siedlung der römischen Kaiserzeit, eine Siedlung des slawischen Mittelalter, eine Siedlung der Eisenzeit
- Nr. 30767 Flur 2,3: eine Siedlung des slawischen Mittelalter, eine Siedlung der Bronzezeit
- Nr. 30768, Flur 2: eine Siedlung des deutschen Mittelalter, eine Siedlung des slawischen Mittelalter, eine Siedlung der römischen Kaiserzeit, eine Siedlung des Neolithikum und eine Siedlung der Bronzezeit
- Nr. 30769 Flur 2. ein Gräberfeld des slawischen Mittelalter, eine Siedlung der römischen Kaiserzeit
- Nr. 30770 Flur 3: eine Siedlung des Neolithikum
- Nr. 30771 Flur 2,3. eine Siedlung der Bronzezeit, eine Siedlung der Ur- und Frühgeschichte, ein Rast- und Werkplatz der Steinzeit
- Nr. 30772, Flur 2: ein Gräberfeld der Eisenzeit
- Nr. 31130, Flur 3 ein Rast- und Werkplatz Steinzeit, eine Siedlung der Ur- und Frühgeschichte